# Ville Vahtola
Ville Antti Vahtola (Vantaa, 8 marzo 1982) è un tuffatore finlandese.

## Biografia
Ha rappresentato la Finlandia ai campionati mondiali di Roma 2009 e di Shanghai 2011 ed a diverse edizioni dei campionati europei di nuoto e tuffi.
In carriera ha conseguito numerose vittorie campionati nordici e finlandesi.
Nel giugno 2012, ha annunciato il ritiro dall'attività agonistica.